# Konvenciós pénzláb
A konvenciós pénzlábat (németül: Konventionsfuß) 1754-ben vezették be, miután egy 1753. november 21-én, Ausztria és Bajorország között kelt egyezmény az utóbbi területére is kiterjesztette az Ausztriában 1750 óta érvényben lévő húszforintos pénzlábat (németül Zwanzigguldenfuß). Ennek értelmében egy kölni márka (értéke ingadozott, 1821-től 233,856 gramm) színezüstből 20 forintot, illetőleg (mivel 1 tallér = 2 forint) 10 tallért kellett verni. Közelítőleg megegyezett a Poroszországban hatályos Graumann-pénzlábbal. Ezután az érmék – a garasig bezárólag – eszerint a pénzláb szerint készültek.
- 1 konvenciós krajcár = 4 pfennig
- 1 konvenciós forint = 60 konvenciós krajcár = 240 pfennig
- 1 konvenciós tallér = 2 konvenciós forint = 120 konvenciós krajcár = 480 pfennig
- 1 kölni márka színezüst = 10 konvenciós tallér = 20 konvenciós forint = 1200 konvenciós krajcár = 4800 pfennig.

Annak érdekében, hogy a pénzláb hatályát minél nagyobb területre kiterjesszék, 1753 szeptemberében Ausztria egyezményt (konvenció) kötött Bajorországgal, melyről később magát a pénzlábat és az aszerint vert tallérokat is elnevezték. A Dél-Németországban forgó aprópénzek aránytalan átszámítása miatt egy évvel később Bajorország magasabb tallérértékre tért át: eszerint egy konvenciós tallér 120 helyett 144 krajcárral volt egyenlő.
- 1 délnémet forint = 60 dél-német krajcár
- 1 konvenciós tallér = 2,4 dél-német forint = 144 dél-német krajcár
- 1 kölni márka színezüst = 10 konvenciós tallér = 24 dél-német forint = 1440 dél-német krajcár.

A konvenciós pénzláb ebben a módosított (valójában 24 forintos) formában terjedt el Nyugat- és Dél-Németországban, valamint néhány közép- és észak-német Münzstandban (Braunschweig-Wolfenbüttel, Hildesheim, Mecklenburg-Strelitz és Oldenburg), sőt, rövid időre még Lengyelországban is. A konvenciós pénzláb gyakorlatilag a Német-római Birodalom nagy részére kiterjedt, kivéve Poroszországot (ahol a Graumann-pénzláb volt hatályban), a Hanza-városok Münzkreisét (Bréma, Hamburg, Lübeck), valamint Schleswig-Holsteint és Mecklenburg egyes részeit. A legnagyobb mennyiségben forgó érmék ebben az időben a tíz- és húszkrajcárosok voltak. A konvenciós pénzláb szerint vert tallérokon és féltallérokon a következő feliratok szerepeltek: AD NORMAM CONVENTIONIS (magyarul: konvenciós norma szerint) vagy XX EINE FEINE MARK (húsz [darab tesz ki] egy [kölni] márka szín[ezüstöt]; a féltalléros esetében), illetőleg X EINE FEINE MARK (tíz [darab tesz ki] egy [kölni] márka szín[ezüstöt]; az egytalléros esetében).
A 19. század folyamán a konvenciós pénzláb folyamatosan veszített jelentőségéből. Nagy mennyiségű konvenciós tallér (mindenekelőtt a Mária Terézia-tallér) áramlott a Közel-Keletre. 1837-ben a dél-német államok egy pénzverési egyezményt kötöttek, amely az addigra sokfelé elterjedt 24½ forintos pénzlábat szentesítette. Végül 1838-ban Drezdában létrehozták a Német Vámunió valamennyi tagjára érvényes egyleti tallért. Végül a konvenciós pénzláb mellett legtovább kitartó Ausztria is felhagyott a konvenciós tallérok verésével: az 1857-ben a Vámunióval kötött bécsi pénzverési egyezmény értelmében bevezette az egyleti tallért, ami lényegében a régebbi porosz tallérnak felelt meg.

## Forrás
- Reppa Münzen Lexikon